# Martys
Martys var ett dansband från Höganäs i Sverige startat under 1970-talet. I mitten av 1990-talet nådde gruppen framgångar med Sussie Rohdin (numera Söderberg, född 1972) som sångerska.

## Uppsättning
"Bromme" (sång, gitarr)
Maths (sång, sologitarr)
"Jalle" (bas)
"Lillen" (sång, trummor)
"Mackan" (sång, saxofon)
Morgan (sång, orgel, piano, stråkmaskin)
Nyare version av Marty's nedan.

## Melodier på Svensktoppen
- Vi är på väg – 1996 [2]

## Testades på Svensktoppen men missade listan
- Ge kärleken en chans – 1997
- Det enda som jag har – 1997